# In God we trust

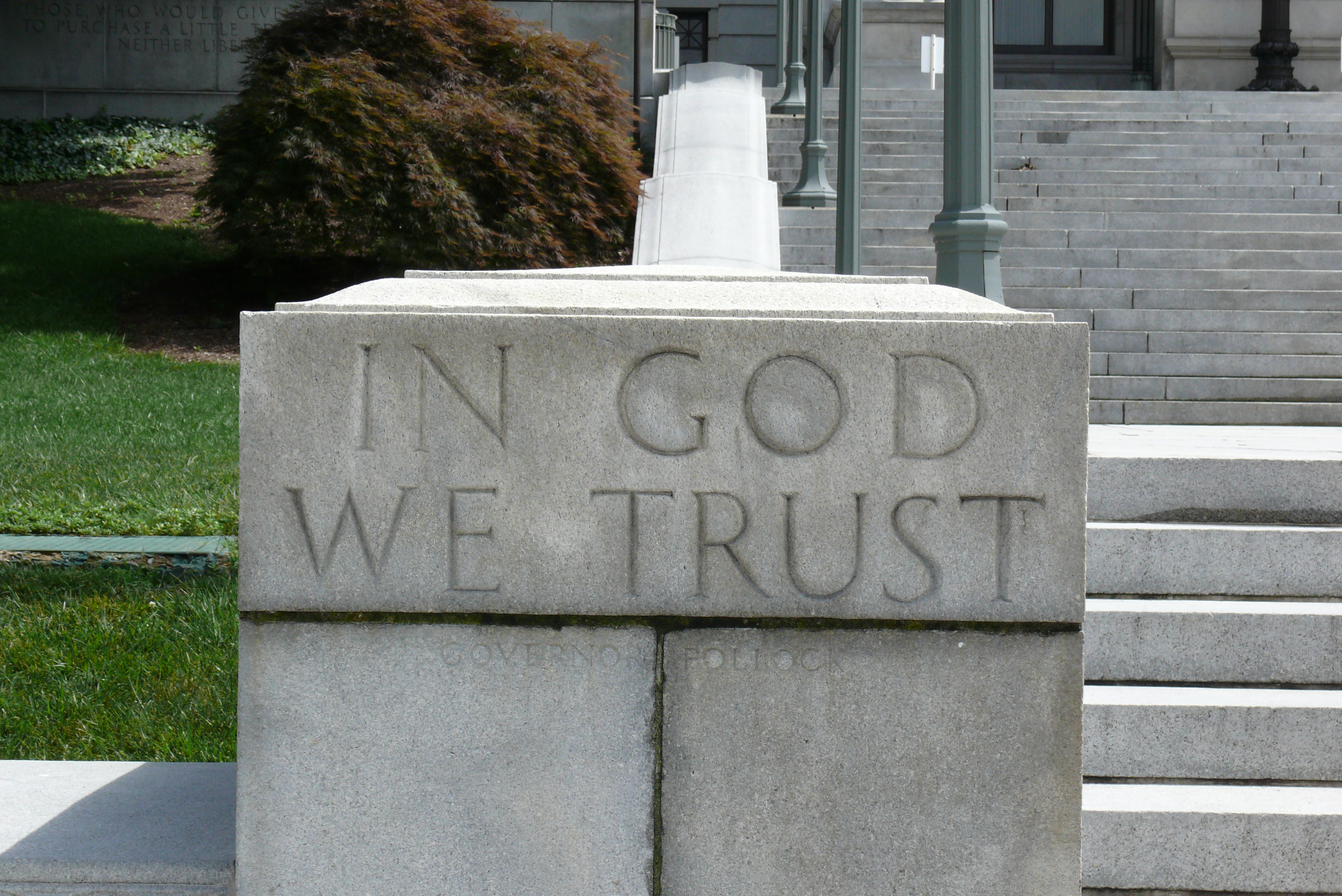
Národní motto Spojených států, In God We Trust, v ozdobném kamenném zdivu Pennsylvania State Capitol

„In God We Trust“ (též „In God we trust“), v překladu „V Boha (v kterého) věříme“, je oficiální motto Spojených států amerických, které bylo stanoveno zákonem z roku 1956 a podepsáno tehdejším prezidentem Dwightem D. Eisenhowerem. Tato věta se poprvé objevila na amerických mincích v roce 1864.